# Ernst Steudener
Ernst Friedrich Wilhelm Steudener (* 11. August 1803 in Wustrau bei Neuruppin; 11. März 1859 in Halle an der Saale) war ein deutscher Architekt und Baubeamter.

## Biografie
Steudener studierte an der Berliner Bauakademie. 1829 wurde er Mitglied des Architektenvereins zu Berlin (AVB) und arbeitete bis 1835 bei Karl Friedrich Schinkel in der Oberbaudeputation. 1835/1836 unternahm er Reisen nach Süddeutschland, 1843 wurde er als Wasserbaumeister nach Wolfsdorf bei Danzig versetzt. Ab 1845 arbeitete er als Wegebaumeister in Halle an der Saale und wurde 1851 zum Bauinspektor ernannt.

## Bauten
- 1829–1830: Bauführer beim Bau der Friedrichswerderschen Kirche in Berlin
- 1831: Mitarbeit am Entwurf Schinkels für die Königliche Bibliothek (nicht ausgeführt)
- 1832–1835: Mitarbeit an Entwurf und Ausführung der Nazareth-, der Pauls- und der Johanniskirche in Berlin (nach Entwürfen Schinkels)
- 1841–1842: Bauleitung für das Oberpräsidialgebäude der Provinz Sachsen in Magdeburg
- 1844: Bauaufnahme der mittelalterlichen Stiftskirche in Bibra
- um 1848/1849: Vorentwurf für die Irrenanstalt in Schwetz (Ausführungsentwurf und Bau 1849–1854 von Eduard Römer)